# 江緯
江緯（?—?），名慈，字彥文，宋朝衢州常山（今屬浙江）人。
江緯原本是一位太學生。他會經學，並且教授徒弟。元符三年（1100年），江緯以太学生的身份給皇帝寫奏章，皇帝覺得滿意，給了他進士這一身份，後來擔任太学正。政和七年（1117年）擔任太常寺少卿，不久轉任宗正少卿、处州缙雲县令。宣和四年（1122年），前往直秘阁任職，之後又擔任洺州知州。建炎年間，江緯向朝廷就某些方面提出建議，結果被朝廷勒令辭職。晚年江緯住在七虎堂，以授課為業。